# 遠藤みちスケ
遠藤 みちスケ（エンドウミチスケ、1969年3月17日 - ）は、日本の放送作家、脚本家、映像作家、演出家、プロデューサー、プランナー、コンサルタントほか様々な作品・プロジェクト・アーティストのプロデュースやデザインを手掛けるクリエイター。ラジオDJとしても活動している。現在は福岡に移住しており、東京・福岡が拠点。

## 来歴
北海道生まれ、千葉県出身。千葉県立幕張北高等学校（現千葉県立幕張総合高等学校）卒業。東京YMCAデザイン研究所卒業。1989年に放送作家としてデビュー。以降、民放キー局を中心に数々の作品に携わる。1990年代初頭、加藤賢崇とともにスペースシャワーTVにVJとして出演。プロデューサーとしてGACKT・SUGIZO・jealkbなどの作品およびプロジェクトに参加。インディーズレーベル主宰や、イベントプロデュースもしている。
造詣が深い分野はバイク、ROCK、ガンダム関連、アニメーション（SFもの）、マンガ。
バイクの愛車歴として、漫画『バリバリ伝説』の主人公・グンも乗っているホンダNS400R、漫画『湘南爆走族』の中で韋駄天愛が乗っていたホンダCB400fourなど。YouTubeの中では新型カタナ(GSX-S1000S)に乗り、東京から鹿児島まで一般道で旅をしている。

1987年　株式会社リクルート入社。 販売部 販売促進課
1988年　YMCAデザイン研究所 入所。
1989年　放送作家としてデビュー。 
1990年　スペースシャワーTV開局時よりVJとして出演。
1998年　テレビ制作会社『株式会社ランブルビー』を設立。
　　　　  数多くの番組作品の制作にプロデューサー、放送作家として関わる。 
2006年　放送作家事務所『有限会社BANG-BEE』設立。
2008年　GACKT クリエイティブプロデューサー就任。(2011年まで)
2018年　福岡PARCO新館5階のサテライトスタジオ「TENJIN サテライト」開設に携わる。
　　　　  様々なものをプロデュースする会社として「株式会社evolver」設立。
2019年　総務省に対してBS認定期間放送事業者を応募するために「株式会社4GTVグループ」設立。
　　　　  総務省にBS放送局の認可を申請受理。絶対審査基準にクリア。
              ( 総務省ページ→　https://www.soumu.go.jp/main_content/000620150.pdf )
　　　     2020年　新サービスの提供に伴い「株式会社4GTVグループ」を「株式会社4HTV」に社名変更。
2021年　バイクYouTube「4HTV MOTOチャンネル」開始。
2022年　バイクアミューズメントパーク「EVOLWAY PARK&RESORT」プロジェクト発足。

## 主な作品

### テレビ番組
- ウチくる!? （フジテレビ）
- やべっちFC〜日本サッカー応援宣言〜（テレビ朝日）
- 福おかぁさん（RKB毎日放送）
- 福岡すっぴんツアー!（FBS）
- メトログ（TBS）
- 亀田興毅に勝ったら1000万円（AbemaTV）
- TEEN!TEEN!（RKB毎日放送）
- 充電させてもらえませんか?〜ちょいと電動スクーターでガチ40キロ刻み旅（テレビ東京）
- ごぶごぶ（毎日放送）
- ジャンクSPORTS （フジテレビ）
- 浜ちゃんと! （読売テレビ）
- 浜ちゃんが! （読売テレビ）
- オンナのじかんですよ。（テレビ東京）
- イマだ!タレント再生工場 「ノムさん」（フジテレビ）
- ガチンコ! （TBS）
- メレンゲの気持ち（日本テレビ）
- 元祖!でぶや（テレビ東京）
- モー。たいへんでした（日本テレビ）
- WIN （日本テレビ）
- HAMASHO （読売テレビ）
- フジリコ（読売テレビ）
- マルチなアイツ（読売テレビ）
- 芸能人口コミの店 えぇ処（読売テレビ）
- グッピー!! （読売テレビ）
- イナズマ!ロンドンハーツ（テレビ朝日）
- ぷらちなロンドンブーツ（テレビ朝日）
- あなあきロンドンブーツ（テレビ朝日）
- 邦子と徹のあんたが主役（テレビ朝日）
- 特捜!まさかのルール!? （テレビ朝日）
- 世界の浜田プロジェクト（テレビ朝日）
- ハマラジャ（テレビ東京）
- 弾丸!ヒーローズ（朝日放送）
- WINNERS （テレビ東京）
- これがキャイ〜ンだ!? （フジテレビ）
- これがキャイ〜ンだろ!? （フジテレビ）
- 100%キャイ〜ン! （フジテレビ）
- DAIBAッテキ!! （フジテレビ）
- クルマッチョ（TBS）
- ハレバレとんねるず 略してテレとん（テレビ東京）
- ジャクソン（テレビ東京）
- 金髪先生（テレビ朝日）
- アイアイタイフーン（テレビ東京）
- ヒノマルデショ（テレビ東京）
- それいけ!宣太郎（テレビ東京）
- HANG OUT （テレビ東京）
- 万国彩々（関西テレビ）
- 解禁！○○女をのぞき見SP～いきすぎビューティー大百科～（テレビ大阪）
- SPACE SHOWER MUSIC UPDATE 火曜日〜金曜日（スペースシャワーTV）
- NEW WAVE 90'S （スペースシャワーTV、出演）
- BUM TV （スペースシャワーTV、出演）
- ゴゴイチ! 〜SPACE SHOWER CHART SHOW〜（スペースシャワーTV）
- 中村獅童の激うま！獅童ラー麺（BS日テレ）
- ほか

### ラジオ番組
- 久本・OTOのおっとあぶNIGHT! （文化放送、構成）
- Gacktのラジオ黄金時代「喰われた羊羹と齧られた蜜柑」（TFM、構成）
- ソードワールド うるわしの我が家亭（TBSラジオ、構成）

### 脚本
- ソード・ワールドSFC2 ラジオドラマ・ドラマCD『いにしえの巨人伝説 序章 I - III』（脚本）
- YOSHIMOTO DIRECTOR'S 100 〜100人が映画撮りました〜『助監督、橋井 〜ある撮影現場より〜』（脚本）
- GACKT PERFECT STORY BOOK 『RE:BORN』、ドラマCD 『REBIRTH TO RE:BORN "ZERO's MAIL"』（脚本・プロデュース）
- ハムレッツ!！～To be or Not to be～（2012年4月〜 　舞台脚本）
- 古本新乃輔主催　演義塾 第一期塾生卒業公演（2013 　舞台脚本）
- 古本新乃輔主催　演義塾 第二期塾生卒業公演（2014 　舞台脚本）

### CM
- 秀光ビルド （2013年〜　CMディレクター）

### ミュージックビデオ
- GACKT 『EVER』（2010年、avex、映像監督）

### 舞台
- 眠狂四郎無頼控（2010年5月〜 　原案・クリエイティブプロデューサー）

　　東京・日生劇場、大阪・新歌舞伎座、名古屋・中日劇場、福岡・サンパレス、札幌・ニトリ文化ホール、広島・広島市文化交流会館、仙台・東京エレクトロンホール、東京凱旋公演・東京国際フォーラム

### DVD
- GACKT ドキュメンタリームービー『THE GRAFITTI 〜ATTACK OF THE YELLOW FRIED CHICKENz IN EUROPE〜 I LOVE YOU ALL』（2011年、avex、監督）

### ライブツアー
- GACKT Live Tour 2008 - 2009 Requiem et Reminiscence 〜再生と邂逅〜（構成・脚本・監修）
- GACKT VISUALIVE ARENA TOUR 2009 Requiem et Reminiscence II Final 〜鎮魂と再生〜（構成・脚本・監修）

### プロデュース
- GACKT クリエイティブプロデュース & ブレーン（2008年 - 2011年3月）
- SUGIZO クリエイティブプロデュース & ブレーン
- GACKT official Fan club 『Dears』（2008年 - 2011年3月、プロデュース・監修）
- SUGIZO official Fan club 『SOUL'S MATE』（監修）
- 徳山秀典 official Fan club 『Multiple Character』（監修）
- しかバンビ プロデュース・レーベル主宰
- jealkb プロデュース、スーパーバイザー（2016年 - ）

### テレビ出演
- 加藤賢崇のNEW WAVE '90 （スペースシャワーTV）
- 邦楽専科 渋谷派 （スペースシャワーTV）
- イロドリヒムラ 第6話（2012年11月19日、TBS） - ディレクター 役

### ラジオ出演
- 激闘! 麻布台スタジアム ロック フレンズ ウェンズディ （ラジオ日本）パーソナリティ

### 著書
- リリス 上巻・下巻（ミリオン出版）
- GACKTIONARY （角川マーケティング、インタビュー & ライティング）

### 連載
- G20 BOOKS （エンターブレイン） - 『機動戦士ガンダム』20周年記念のトリビュートマガジンにUC EQUIP名義で「ギレン・ザビの胸像」や「シャア・アズナブルのヘルメット」などを制作・掲載。
- テレビブロス（東京ニュース通信社）
- ティーンズロード（ミリオン出版）